# 3e cérémonie des Ensors
La 3e cérémonie des Ensors, s'est tenue le 15 septembre 2012 au Casino d'Ostende.

## Palmarès
Les membres du jury étaient Michaël Borremans, Rik D'hiet, Hilde De Laere, Bart De Pauw, Johan Heldenbergh, Hans Herbots, Ruben Impens, Chris Lomme, Barbara Sarafian et Frieda Van Wijck.

### Meilleur film(Beste film)
- À tout jamais (Tot altijd)
  - Hasta la vista
  - L'Envahisseur

### Meilleur réalisateur(Beste regie)
- Nicolas Provost pour L'Envahisseur
  - Geoffrey Enthoven pour Hasta la vista
  - Nic Balthazar pour À tout jamais (Tot altijd)

### Meilleur scénario(Beste scenario)
- Pierre De Clercq pour Hasta la vista
  - Guido Van Meir et Walter van den Broeck pour Groenten uit Balen
  - Nic Balthazar pour À tout jamais (Tot altijd)

### Meilleure photographie(Beste fotografie/cinematografie )
- Frank van den Eeden pour L'Envahisseur
  - Frank van den Eeden pour Swooni
  - Danny Elsen pour À tout jamais (Tot altijd)

### Meilleure musique(Beste muziek)
- Sacha et Evgueni Galperine pour L'Envahisseur
  - Wim De Wilde pour Swooni
  - Henny Vrienten pour À tout jamais (Tot altijd)

### Meilleur acteur(Beste acteur)
- Geert Van Rampelberg pour À tout jamais (Tot altijd)
  - Tom Audenaert pour Hasta la vista
  - Koen De Graeve pour À tout jamais (Tot altijd)

### Meilleure actrice(Beste actrice)
- Evelien Bosmans pour Groenten uit Balen
  - Natali Broods pour Swooni
  - Emma Levie pour Lena

### Meilleur acteur dans un second rôle(Beste acteur in een bijrol)
- Lucas Van den Eynde pour Groenten uit Balen
  - Tibo Vandenborre pour L'Envahisseur
  - Tom Dewispelaere pour Groenten uit Balen

### Meilleure actrice dans un second rôle(Beste actrice in een bijrol)
- Tiny Bertels pour Groenten uit Balen
  - Viviane De Muynck pour Swooni
  - Isabelle de Hertogh pour Hasta la vista

### Meilleur espoir(Beste debuut)
- Tom Audenaert pour Hasta la vista
  - Evelien Bosmans pour Groenten uit Balen
  - Lukas De Wolf pour Mixed Kebab

### Meilleur montage(Beste montage)
- Philippe Ravoet pour À tout jamais (Tot altijd)
  - Philippe Ravoet pour Swooni
  - Nico Leunen pour L'Envahisseur

### Meilleurs costumes(Beste kostuum)
- Nathalie Leborgne pour L'Envahisseur
  - Catherine Marchand pour Swooni
  - Kristin Van Passel pour Allez, Eddy!

### Meilleurs décors(Beste art direction)
- Hubert Pouille pour Swooni
  - Françoise Joset pour L'Envahisseur
  - Wilbert Van Dorp pour Allez, Eddy!

### Meilleure coproduction(Beste coproductie)
- À perdre la raison de Joachim Lafosse

### Prix du mérite(Prijs van de verdienste)
- Michaël R. Roskam et Matthias Schoenaerts pour le succès de Tête de bœuf

### Industry award
- Nicolas Provost pour L'Envahisseur

## Courts métrages
Pour la première fois, des Ensors furent décernés pour les courts métrages, le 14 septembre 2012. Les membres du jury étaient : Dries Phlypo, Kadir Balci, Sara De Roo et Geert Verbanck.

### Meilleur court métrage(Beste kortfilm)
- Rotkop de Jan Roosens & Raf Roosens
  - Arthur’s Bompa de Janet Van den Brand
  - Absent de Yuni Mahieu
  - You will find it de Jessie De Leeuw
  - The Letter de Kenneth Mercken
  - Amberes de Jasper Pollet
  - Enkel Vlees de Marnix Ruben
  - Apeirofobie de Martijn Ravesloot
  - Cockaigne d'Émilie Verhamme
  - Dura Lex de Anke Blondé
  - Beats Of Love de Wim Geudens
  - Broeders d'Adil El Arbi et Bilall Fallah
  - Rivers Return de Joe Vanhoutteghem
  - Ciao Bambino de Thibaut Wohlfahrt
  - Een houten bal de Maxim Hectors
  - Applause de Armaz Khornauli
  - Buiten de lijntjes de Yuni Mahieu
  - De Serotonine Dialogen de Piet Sonck
  - Den Herman de Veerle Colle
  - Gedacht de Siska van Daele & Sofie Jaspers
  - Robin O. (14) de Cecilia Verheyden
  - Nachtkoorts de Frank Theys
  - Lucide' de Stijn De Ryck, 
  - The Ballad of Pete Harding de Mats Pylyser
  - Nightfall de Niels Sabbe
  - Dat zal het zijn de Jelle Gordyn

### Meilleur court métrage d'animation(Beste animatiekortfilm)
- Natasha de Roman Klochkov
  - “Oh Willy…” d'Emma De Swaef & Marc J. Roels
  - La Rencontre de Virginie Suriano
  - The Secret Child de Tristan Morelle

## Documentaires
Pour la première fois, un Ensors récompensant le meilleur documentaire a été remis le 14 septembre 2012. Les membres du jury étaient : Lotte Stoops, Tinne Bral, Rob Rombout, Mark Daems et Eugenie Jansens.

### Meilleur documentaire(Beste documentaire)
- Epilogue de Manno Lanssens
  - Mijn tantes uit Gent de Sofie Hanegreefs et Jelle Janssens
  - Lone Twin de Anna Van der Wee
  - Snake Dance de Manu Riche & Patrick Marnham
  - Spectres de Sven Augustijnen
  - Little Heaven de Lieven Corthouts
  - No Comment de Pascal Poissonnier
  - Empire of Dust de Bram Van Paesschen
  - Waiting de Bülent Öztürk
  - Cinéma Inch’Allah de Vincent Coen et Guillaume Vandenberghe
  - The Boy is Gone de Christoph Bohn

## Récompenses et nominations multiples

### Nominations multiples
8 : À tout jamais (Tot altijd), L'Envahisseur
7 : Swooni
6 : Hasta la vista, Groenten uit Balen
2 : Allez, Eddy!

### Récompenses multiples
4 (5) / 8 : L'Envahisseur
3 / 8 : À tout jamais (Tot altijd)
3 / 6 : Groenten uit Balen
2 / 6 : Hasta la vista